# Григорьев, Борис Афанасьевич
Бори́с Афана́сьевич Григо́рьев (род. 24 июня 1941 года) — советский и российский химик, специалист в области изучения теплофизических свойств нефти, нефтепродуктов и углеводородов, член-корреспондент РАН (2011).
Министр Правительства Московской области — постоянный представитель Губернатора Московской области в Московской областной Думе (2003—2007).

## Биография
Родился 24 июня 1941 года в Баку (Азербайджан).
В 1963 году окончил Грозненский нефтяной институт, а в 1966 году — аспирантуру там же, где и работал в дальнейшем, пройдя путь от ассистента до первого проректора (1986—1992), а затем — исполняющего обязанности ректора.
В 1967 году защитил в Одессе кандидатскую диссертацию «Исследование теплофизических свойств нефтей и узких фракций озексуатской нефти», в 1980 году в Баку — докторскую диссертацию «Исследование теплофизических свойств нефтей, нефтепродуктов и углеводородов». В 1982 году присвоено учёное звание профессора.
С 1993 по 1994 годы — заместитель директора Научного центра Всероссийского института природных газов и газовых технологий.
В середине 1990-х годов привлекали к работе в Администрации Президента Российской Федерации в качестве эксперта по вопросам ТЭК, впоследствии был назначен на должность начальника Центра президентских программ Администрации Президента.
В дальнейшем работал как на государственных должностях: в Государственной Думе РФ, и в Администрации Президента РФ, в том числе на должности начальника Центра президентских программ, заместителем губернатора Тульской области и министром Правительства Московской области; так и на научных: главный научный сотрудник Института проблем нефти и газа РАН.
22 декабря 2011 года избран членом-корреспондентом РАН по Отделению энергетики, машиностроения, механики и процессов управления.
.

## Научная деятельность
Специалист в области изучения теплофизических свойств нефти, нефтепродуктов и углеводородов.
Научные интересы: теплофизические свойства и фазовые равновесия рабочих тел, углеводородов, нефтей, газовых конденсатов и продуктов их переработки в широких диапазонах параметров состояния.
Автор более 300 научных работ, 8-ми монографий, учебных пособий.
Создал лабораторию по исследованию теплофизических свойств нефтей, нефтепродуктов, газовых конденсатов и углеводородов, которой руководил более четверти века, которая после 10 лет работы стала крупнейшей в Европе, и в ней были выполнены уникальные исследования теплофизических свойств основных групп углеводородов нефти в жидкой и паровой фазах, включая линии фазовых переходов и критическую область, более 500 образцов нефти различных месторождений, продуктов их переработки, моторных, авиационных, трансформаторных масел и топлив.
Выполнил комплексные экспериментальные и расчетно-теоретические исследования теплофизических свойств нефтей, нефтепродуктов, газоконденсатов и их фракций, основных групп углеводородов нефти в жидкой и паровой фазах, включая линии фазовых переходов и критическую область (1963—1993), и совместно с сотрудниками разработал универсальные методы расчета свойств в широком диапазоне температур и давлений, которые легли в основу «Комплексной системы обеспечения народного хозяйства нормативно-справочными данными о теплофизических свойствах технически важных газов и жидкостей» (премия Совета Министров СССР, 1987 г.).
Результаты исследований плотности и теплопроводности обычной и тяжелой воды, полученные Григорьевым Б. А., использованы при составлении Международных стандартов на эти свойства (1974—1999 г.г.), а исследования перспективных энергоносителей (шестифтористая сера, некоторые углеводороды, топлива и масла) и водных растворов солей щелочных и редкоземельных элементов(1980—1995 г.г.) были использованы при разработке таблиц стандартных справочных данных, коммутирующей аппаратуры специального назначения, двигателей, мощных трансформаторов, катализаторов и др. (Государственная премия России, 1996 г.).
Под его руководством защищены 5 докторских и 30 кандидатских диссертаций.

### Научно-организационная деятельность
- научный руководитель Центра исследований нефтегазовых и пластовых систем и технологического моделирования ООО «Газпром ВНИИГАЗ»;
- заведующий кафедрой «Исследования нефтегазовых пластовых систем» РГУ нефти и газа имени И. М. Губкина[4];
- заведующий кафедрой теплотехники Московского энергетического института;
- член Национального комитета по теплофизическим свойствам веществ РАН, член национального комитета по свойствам воды и водяного пара, член ряда международных научных организаций, диссертационных советов, редакций журналов, эксперт Комитета по энергетике Государственной Думы Российской Федерации.
- академик Российской академии естественных наук (РАЕН) и Российской инженерной академии (РИА), член Международной академии образования.

## Награды
- Орден Александра Невского (4 декабря 2023 года) — за достигнутые трудовые успехи и многолетнюю добросовестную работу[5]
- Орден Почёта (30 августа 2017 года) — за большой вклад в развитие топливно-энергетического комплекса и многолетнюю добросовестную работу[6]
- Орден Ивана Калиты (2011)[1]
- Премия Совета Министров СССР (1987) — за создание «Комплексной системы обеспечения народного хозяйства нормативно-справочными данными о теплофизических свойствах технически важных газов и жидкостей»[3]
- Государственная премия Российской Федерации (в составе группы, за 1996) — за разработку теоретических и прикладных методов определения теплофизических свойств газов и жидкостей, используемых в энергетике и других отраслях техники[7]
- Премия Правительства Российской Федерации в области науки и техники (в составе группы, за 2003) — за создание научных основ и промышленное внедрение информационных технологий нового поколения для управления разработкой газонефтеконденсатных месторождений[8]
- Премия Правительства Российской Федерации в области науки и техники (в составе группы, за 2009) — за разработку и внедрение в производство автоматизированной системы обеспечения безопасности объектов транспорта газа России[9]
- Премия Правительства Российской Федерации в области образования (в составе группы, за 2010) — за комплекс учебников, учебных пособий и учебно-методических разработок «Теоретические основы теплотехники»[10]
- Заслуженный деятель науки и техники Российской Федерации[3]
- Почётный энергетик Российской Федерации[3]

## Избранные труды
- Таблицы теплофизических свойств воды и водяного пара : справочник : табл. рассчитаны по уравнениям Междунар. ассоц. по свойствам воды и водяного пара и рекомендованы Гос. службой стандарт. справ. данных ГСССД Р-776-98 / А. А. Александров, Б. А. Григорьев. — Москва : Изд-во МЭИ, 1999. — 158, [6] с. : ил.; 27 см; ISBN 5-7046-0397-1